# Мохлой
Мохло́й (Махло́й, Мухло́й) — крупный ингушский тейп (род). Включает в себя более 14 ингушских фамилий. Тейп происходит из древнего башенного комплекса горной Ингушетии: Мухали.

## Фамилии
Тейп Мохлой включает в себя следующие фамилии:
1. Махлоевы — прож. в Сунженском районе.
2. Мухлоевы
3. Дударовы — прож. в г. Назрань, в с. Кантышево, в с. Долаково.
4. Бузуртановы — птр. от Мохлоевых, прож. в г. Назрань, в г. Сунжа, в пригородном районе, в с. Галашки.
5. Дзейтовы — птр. от Мохлоевых, прож. в с. Али-юрт, в г. Малгобек.
6. Нагоевы — прож. в с. Сурхахи.
7. Авсажевы — птр. от Антошиевых, прож. в с. Экажево.
8. Антошкиевы — птр. от Мохлоевых, прож. в с. Экажево.
9. Ильясовы — прож. в с. Майское.
10. Дриевы — прож. в г. Сунжа.
11. Альдиевы — прож. в с. Сурхахи, в ст. Троицкой.
12. Хутиевы — прт. от Нагоевых, прож. в с. Экажево.
13. Аматхановы — прож. в г. Сунжа.
14. Марзабековы.

## Родовое селение
Мухул — башенный поселок на горном склоне правого берега р. Гулойхи, в 1,1 км южнее Дакхала. Сейчас здесь отмечается только полуруинированные боевая и 5 жилых башен, 2 склеповых могильника и 2 мавзолея с различными пристройками, которые вместе с каменной оборонительной стеной составляли единый замковый комплекс позднего средневековья. Боевая башня имела прямоугольное основание (4,20×4,80), 4 этажа, плоскую крышу с высоким парапетом. В высоту она достигала 18 метров. Жилые башни имели 2-3 этажа, плоскую крышу с парапетом. У них можно видеть разнотипные сводчатые дверные и оконные проемы, хозяйственные и оборонительные ниши, узкие бойницы, кормушки для скота. Из этого поселения происходит ингушский тайп Мохлой, предки которых считались многоопотными животноводами, умельцами по обработке шерсти, кожи, кости и рога. Местные строения обследовались Л. П. Семеновым,И. П. Щеблыкиным Д. Ю. Чахкиевым и другими учёными.
В районе поселка Мухул, на крутом горном склоне, Л. П. Семеновым упоминается некрополь из полуподземных коллективных склеповых усыпальниц периода позднего средневековья. В черте посёлка Мухул, на горном склоне, разместилась полуруинированная коллективная склеповая усыпальница позднего средневековья. Постройка башнеобразная, с квадратным основанием, некогда с 2 этажами и с пирамидально-ступенчатой крышей. Общая высота сохранившейся части гробницы — 2,20 метра.
Вблизи поселка Мухул Л.П Семеновым было обнаружено раннемусульманское кладбище.
В 1886 году в ауле Мухул проживало 22 семьи Бузуртановых.